# Kickers Offenbach
Der Offenbacher Fußball Club Kickers 1901 e. V. (abgekürzt Offenbacher Kickers, Kickers Offenbach oder OFC) ist der größte Fußballverein in der Stadt Offenbach am Main. Bereits 1899 gegründet, zerfiel der OFC aus finanziellen Gründen wieder. Am 27. Mai 1901 wurde er unter dem heutigen Namen neu gegründet. Bis in die 1960er Jahre waren die Kickers so gut wie immer in der höchsten Spielklasse und gehörten bis Mitte der 1980er Jahre auch sieben Saisons der Bundesliga an. Größte Erfolge waren die deutschen Vizemeisterschaften von 1950 und 1959 sowie der Gewinn des DFB-Pokals 1970.
Der OFC trägt seine Heimspiele im Stadion am Bieberer Berg aus, dessen Umbau im Sommer 2012 nach eineinhalbjähriger Bauzeit fertiggestellt wurde. Von den Fans wird das Stadion auch schlicht als Bieberer Berg bezeichnet. Es bietet 20.500 Zuschauern Platz, mit der Option, die Kapazität auf 22.500 zu erweitern.
Neben Fußball werden im Verein die Sportarten Boxen, American Football, Cheerleading, Handball und Darts betrieben.

## Geschichte

### Die Anfänge des Offenbacher Fußball Club (1901–1930)

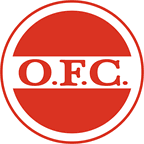
Logo auf den Trikots in den 1960er bis 1970er Jahren

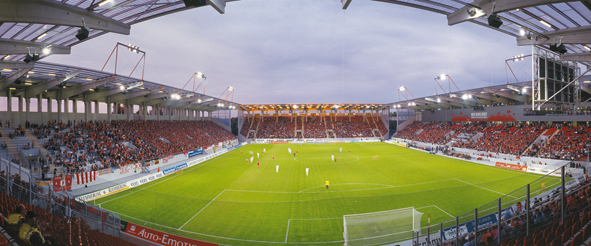
Das Stadion am Bieberer Berg

→ Siehe auch: Saisonbilanzen von Kickers Offenbach
Der Offenbacher Fußballclub Kickers 1901 wurde am 27. Mai 1901 in der Offenbacher Gaststätte Rheinischer Hof gegründet. Das erste Spiel der Kickers fand am 28. Juli 1901 gegen den 1. Bockenheimer FC 1899 statt und endete auf der Hausener Wiese mit einem 3:0. Das Rückspiel auf dem Offenbacher Friedrichsplatz war das erste Heimspiel überhaupt. Ein Jahr nach der Gründung hatte der OFC 65 Mitglieder und trat dem Süddeutschen-Fußballverband bei. Im Jahre 1906 gewann der OFC die erste Fußballmeisterschaft im Main-Ost-Gau und Nordkreis. Vom Exerzierplatz am Bieberer Berg wechselte man 1907 an die Heylandsruhe. Dort entstand die erste eigene Sportanlage. Vor dem Ersten Weltkrieg konnte der OFC bereits einige Achtungserfolge verbuchen. Unter anderem gewann die Mannschaft 2:1 gegen den Karlsruher SC sowie 5:0 gegen den FC Basel. Den anschließenden Ersten Weltkrieg überstand der OFC mit wenigen Todesopfern, sodass die Mannschaft im Anschluss einige Titel gewinnen konnte.
Das erste Ligaspiel am Sportgelände auf dem Bieberer Berg fand bereits am 17. Oktober 1920 statt. Kickers Offenbach besiegte Union Niederrad mit 2:1. Durch die Staffelaufteilung in einen Nordmainkreis und einen Südmainkreis traf man in der Finalrunde der süddeutschen Meisterschaft im April 1921 zweimal auf den späteren Rivalen Eintracht Frankfurt. Das Hinspiel ging 0:4 verloren, die Kickers konnten im anschließenden Heimspiel aber mit 3:2 gewinnen. Am 29. Mai 1921 wurde das erste Stadion am Bieberer Berg mit einem Spiel gegen Wacker München (3:5) eingeweiht, dort waren 12.000 Zuschauer anwesend.
In den Jahren 1921 bis 1925 firmierte man unter dem Namen VfR Kickers 1900 e. V., nach einer Fusion mit dem V.f.R. Offenbach. Auf Grund interner Streitigkeiten trennten sich beide Vereine im Jahr 1925 wieder.

### Die Ära unter den Nationalsozialisten (1930–1945)
Seine erste Blütezeit erlebte der OFC in den 1930er und 1940er Jahren. Die Kickers gewannen zwischen 1934 und 1944 sechs Mal die Meisterschaft der Gauliga Südwest bzw. der Gauliga Hessen-Nassau und qualifizierten sich damit jeweils für die Endrunde um die deutsche Meisterschaft. Als größten Erfolg erreichten die Kickers in der Endrunde 1942 das Halbfinale, in dem sie dem späteren Meister FC Schalke 04 mit 0:6 unterlagen.

Der Offenbacher Rechtsanwalt Dr. Manfred Weinberg (* 21. April 1902 in Offenbach; † 1982 in Hannover) war bis 1932 Vorstandsmitglied des OFC und konnte in dieser Eigenschaft in letzter Minute verhindern, dass Adolf Hitler am 16. Juni 1932 im Kickers-Stadion eine Rede halten durfte.

„Dies führte zu einer Spaltung des Clubs, Weinberg wurde aus der Mitgliederliste gestrichen und weitere jüdische Funktionäre mussten ebenfalls weichen. Bereits am 28. Juli 1932 berichtete die Lokalpresse, der Club sei ‚frei von jüdischem Einfluss‘. Im Fußballsport sind derartige Maßnahmen in der Zeit vor der Machteroberung der NSDAP ebenso ungewöhnlich wie die Tatsache, dass im April 1933 erneut jüdische Bürger in den OFC-Vorstand gewählt wurden, kurz darauf jedoch wieder zurücktreten mussten. Aus Sorge um den Fortbestand des Vereins bemühte sich der Vorstand in den Folgejahren demonstrativ um eine Anpassung an die neuen politischen Verhältnisse. Im Jahr 1934 verließen die letzten jüdischen Mitglieder den Verein, dem sie teilweise in dritter Generation angehört hatten.“

Nach der „Machtergreifung“ der Nazis am 30. Januar 1933 bekam Manfred Weinberg wegen seines mutigen Eintretens gegen Hitler die Rache der Nazis zu spüren. Gemeinsam mit dem Kaufmann Ernst Oppenheimer wurde er gezwungen, auf dem Wilhelmsplatz mit einer Zahnbürste kommunistische Parolen zu entfernen. Nach vorübergehender Schutzhaft und Berufsverbot ging er 1933 nach New York ins Exil. 1946 kehrte er nach Mainz zurück und reorganisierte das Arbeitsamt. An Weinberg erinnert heute ein Stolperstein vor dem Kickers-Stadion auf dem Bieberer Berg.
Das letzte offiziell verzeichnete Spiel vor Kriegsende fand am 29. Oktober 1944 gegen Germania Ober-Roden statt und endete mit 12:1.

### Nachkriegszeit und Wiederaufbau (1945–1959)
Am 9. September 1945 fand die Wiedergründung nach Kriegsende statt. Die Kickers gehörten zu den Gründungsmitgliedern der Oberliga Süd und gehörten dieser Spielklasse bis zur Einführung der Bundesliga im Jahr 1963 ununterbrochen an. 1946 wurde Paul Oßwald als Trainer verpflichtet und prägte das Spiel der Kickers für die nächsten zwölf Jahre. 1949 und 1955 wurde der OFC Meister der Oberliga Süd und gehörte in nahezu jeder Saison zur Spitzengruppe. In der ewigen Rangliste der damals höchsten Spielklasse belegen die Kickers hinter dem 1. FC Nürnberg Rang zwei.
Bereits 1949 hatten die Kickers als Süddeutscher Meister kurz vor ihrer ersten Endspielteilnahme gestanden, waren jedoch im Halbfinale mit 1:2 am späteren Deutschen Meister VfR Mannheim gescheitert. 1950 führte Paul Oßwald die Kickers erstmals in das Finale um die deutsche Meisterschaft, wo man in Berlin gegen den VfB Stuttgart mit 1:2 unterlag. 1958 verließ Paul Oßwald den OFC nach Meinungsverschiedenheiten mit dem Präsidenten Hans Winter und wechselte zu Eintracht Frankfurt. Die Kickers erreichten unter Oßwalds Nachfolger Bogdan Cuvaj zum zweiten Mal das Finale um die deutsche Meisterschaft. Endspielgegner im Berliner Olympiastadion war ausgerechnet die nun von Oßwald trainierte Frankfurter Eintracht. In einer hart umkämpften Partie setzte sich die Eintracht in der Verlängerung am Ende mit 5:3 durch und den Kickers blieb zum zweiten Mal nur der Titel Deutscher Vizemeister.
Über Deutschland hinaus wurde der OFC in den 50er Jahren durch zahlreiche Auslandsreisen bekannt. So reisten sie in die Sowjetunion, nach Ostasien und in die USA.

### Gründung der Bundesliga (1963–1968)
Mit der Einführung der Bundesliga zur Saison 1963/64 endete für die Kickers überraschend die Zeit der Erstklassigkeit. Den Vereinen der Oberliga Süd wurden in der neuen Bundesliga fünf Plätze zugestanden. Im Januar 1963 vergab der Bundesliga-Ausschuss des DFB die ersten beiden Plätze an den 1. FC Nürnberg und Eintracht Frankfurt. Am 11. Mai 1963 wurden die übrigen drei Bundesligisten aus dem Süden benannt: Der Karlsruher SC, VfB Stuttgart und der frischgebackene Südmeister TSV 1860 München. Offenbach blieb außen vor. Die Elf vom Bieberer Berg hatte im Bewertungszeitraum 1951–1963 (Zwölfjahreswertung) die Ränge 3, 6, 3, 1, 4, 2, 5, 2, 2, 4, 4, 7 belegt. „Es ist nicht einzusehen, warum der OFC nicht schon als einer der beiden ersten Südclubs benannt wurde“, hatte schon frühzeitig der Kicker gemahnt, und später hinzugefügt: „Es gibt überhaupt keinen Schlüssel, der Offenbach die Bundesliga versperrt, ob nun nach zwölf, zehn oder fünf Jahren gerechnet wird.“ Tatsächlich bewies auch der später vom DFB bekanntgegebene amtliche Schlüssel die Ungerechtigkeit: Nach einem komplizierten Verfahren, das unter anderem die Spielzeiten 1951–1955 mit einfachen Platzziffern, 1955–1959 doppelt und 1959–1963 dreifach bewertete, sah die Rangfolge im Süden so aus: 1. 1. FC Nürnberg mit 447 Punkten, 2. Eintracht Frankfurt 420, 3. Karlsruher SC 419, 4. VfB Stuttgart 408, 5. Kickers Offenbach 382 – der FC Bayern München kam auf 288, der TSV 1860 München nur auf 229 Zähler. Dass der Südmeister 1963, und das war 1860 München, automatisch qualifiziert wäre, davon war vorher nie die Rede gewesen. Alle Proteste blieben ohne Erfolg, und so spielte der OFC fortan in der zweitklassigen Regionalliga Süd. Der Aufstieg in die Bundesliga gelang erst fünf Jahre später, 1968. In den beiden Vorjahren war der Verein jeweils in der Aufstiegsrunde gescheitert.
1968 stiegen die Kickers erstmals in die Bundesliga auf, nachdem man sich in der Aufstiegsrunde, dank eines Heimsiegs in letzter Minute gegen den Zweitplatzierten Bayer Leverkusen mit 2 Punkten Vorsprung durchsetzen konnte.

### Der Pokalsieg, der Bundesligaskandal und die Folgen (1968–1984)
Nach dem erstmaligen Aufstieg avancierte der OFC zur Fahrstuhlmannschaft: 1969 stieg der Verein sofort wieder ab, schaffte 1970 den direkten Wiederaufstieg und musste 1971 erneut aus der Bundesliga absteigen. Da die Weltmeisterschaft in Mexiko bereits Ende Mai 1970 begann, verlegte der DFB die Achtelfinals des Pokalwettbewerbs der Saison 1969/1970 in die neue Spielzeit 1970/1971. Somit wurde der Pokal sowohl von der Meistermannschaft in der Regionalliga Süd als auch von der Bundesligamannschaft errungen. Am 29. August 1970 wurde im Niedersachsenstadion in Hannover der 1. FC Köln mit dem Nationalspieler Wolfgang Overath mit 2:1 besiegt. Die Tore für Kickers Offenbach erzielten in der 25. Minute Winkler und in der 64. Minute Horst Pille Gecks nach einem Sprint über 60 Meter. Dieser Erfolg vor 50.000 Zuschauern, darunter 5.000 Mitgereisten aus Offenbach, gilt als der bis heute größte Erfolg der Fußballabteilung des Vereins. Ein besonderer Erfolg auf dem Weg zum Pokalsieg verzeichnete der OFC im Viertelfinale. Dort gewann man vor 60.000 Zuschauern im Waldstadion gegen den Rivalen Eintracht Frankfurt mit 3:0. Dies war der erste Sieg des OFC über den Lokalrivalen seit 1955.
Wie sich später herausstellte, ging im Abstiegskampf der Saison 1970/71 jedoch nicht alles mit rechten Dingen zu. Nachdem am letzten Spieltag der Abstieg der Kickers feststand, enthüllte Präsident Horst-Gregorio Canellas auf der Feier anlässlich seines 50. Geburtstages, dass bei einigen Spielen geschoben wurde. Um die Manipulationen nachweisen zu können, war Canellas zum Schein selbst auf Bestechungsangebote eingegangen und hatte dabei heimlich Tonbandaufnahmen erstellt. Der Bundesliga-Skandal sollte Fußball-Deutschland noch lange beschäftigen. Canellas wurde vom DFB zunächst lebenslang für alle Ämter gesperrt. Zudem wurde den ohnehin abgestiegenen Kickers die Bundesligalizenz entzogen.
Der OFC erholte sich erstaunlich schnell von diesem Schock. Obwohl er nur noch zweitklassig war, konnte sich der Verein mit Erwin Kostedde, Hans Schmidradner und Fred Bockholt verstärken. Mit Sigfried Held kehrte ein aktueller Nationalspieler von Borussia Dortmund nach Offenbach zurück. Mit diesem Personal dominierten die Kickers in der Saison 1971/72 die Regionalliga Süd nach Belieben und blieben in allen 36 Punktspielen ungeschlagen. Ein Rekord, der in den beiden höchsten deutschen Ligen erst 2024 durch Bayer Leverkusen wiederholt wurde. Auch in den sechs Partien der Aufstiegsrunde blieben Klötzers Mannen ohne Niederlage. Dennoch gab am Ende nur die bessere Tordifferenz gegenüber Rot-Weiss Essen den Ausschlag, dass die Kickers zum dritten Mal in die Bundesliga aufstiegen. Trotz dieser einmaligen Erfolgsserie durfte Kuno Klötzer seine Arbeit in Offenbach nicht fortsetzen. Manager Willi Konrad plante für die Bundesliga mit Gyula Lóránt.
Es war der Beginn der erfolgreichsten Offenbacher Bundesligazeit. Nachdem die Kickers bei ihren ersten beiden Aufstiegen nur ein einjähriges Gastspiel im Oberhaus gegeben hatten, gelang es Gyula Lóránt, den OFC in der Bundesliga zu etablieren. Die ohnehin schon starke Aufstiegself wurde durch die Neuzugänge Amand Theis, Manfred Ritschel und Josef Hickersberger weiter verstärkt. Der siebte Tabellenplatz, den die Kickers am Ende der Saison 1972/73 innehatten, ist bis heute die beste Endplatzierung des OFC in der Bundesliga. In der Folgesaison wurden die Kickers Zehnter.
Zum 1. April 1974 übergab Gyula Lóránt sein Traineramt an seinen Assistenten Otto Rehhagel, nachdem er sich mit OFC-Präsident Hans-Leo Böhm überworfen hatte. Die Saison 1974/75 begann mit einem Paukenschlag: Am 1. Spieltag schoss der OFC den amtierenden Deutschen Meister und Europapokalsieger FC Bayern München im Frankfurter Waldstadion mit 6:0 ab. Es war die bis dato höchste Niederlage der Bayern in der Bundesliga und ist bis heute der höchste Sieg der Offenbacher Bundesligageschichte. Der OFC war damit erstmals Tabellenführer der Bundesliga und konnte sich in dieser Saison im oberen Drittel etablieren. Insgesamt stand man fünfmal an der Tabellenspitze und verpasste nur knapp die Herbstmeisterschaft. Am 30. Spieltag war der OFC noch Dritter, rutschte jedoch nach vier Niederlagen in den letzten vier Spielen noch auf Platz 8 ab.
Nach dem aus finanziellen Gründen notwendig gewordenen Verkauf von Torjäger Erwin Kostedde und einigen anderen Leistungsträgern spielte der OFC in der Saison 1975/76 von Anfang an gegen den Abstieg. Auch bei Trainer Otto Rehhagel lagen die Nerven offenbar blank, als er im Derby gegen Eintracht Frankfurt Schiedsrichter Walter Eschweiler vorwarf, bestochen worden zu sein. Bereits im April 1975 war Otto Rehhagel vom DFB für einen Monat gesperrt worden, weil er ebenfalls im Derby gegen Eintracht Frankfurt seinen Abwehrspieler Amand Theis angeblich zu einem Foul an Bernd Hölzenbein aufgehetzt haben soll. Der OFC reagierte auf die vom DFB gegen den Trainer ausgesprochene erneute, diesmal achtwöchige Sperre mit der Entlassung von Otto Rehhagel. Den Abstieg konnte jedoch auch sein Nachfolger Zlatko Čajkovski nicht verhindern.
Nach sieben Jahren in der Zweitklassigkeit gelang den Kickers 1983 der vierte Aufstieg in die Bundesliga. In den beiden Vorjahren war der Verein in der Relegation gescheitert. Am Ende der bislang letzten Bundesligasaison des OFC 1983/84 stand jedoch der Wiederabstieg.

### Der Abstieg und das Wunder von Mannheim (1984–1997)
Damit begann der Niedergang der Kickers: Als erstem deutschen Verein unterlief es dem OFC in der Saison 1984/85, ein Jahr nach dem Abstieg aus der Bundesliga auch aus der 2. Bundesliga auf sportlichem Wege abzusteigen (zuvor war dies – bedingt durch den Entzug der Zweitligalizenz – nur beim FC St. Pauli im Jahr 1979 und beim TSV 1860 München 1982 der Fall gewesen). Der OFC war somit erstmals in seiner Vereinsgeschichte nur noch drittklassig. In der Amateur-Oberliga Hessen wurden die Kickers zweimal in Folge Meister und schafften 1987 im zweiten Anlauf den Wiederaufstieg in die 2. Bundesliga. Nach Platz 8 im ersten Jahr sicherte sich der OFC in der Saison 1988/89 mit einem 1:0-Heimsieg gegen Rot-Weiss Essen am letzten Spieltag Rang 15 und damit den sportlichen Klassenerhalt. Wegen eines Formfehlers (statt einer vom DFB geforderten Bankbürgschaft in Höhe von 800.000 DM wurde lediglich eine Privatbürgschaft in gleicher Höhe erbracht) wurde den Kickers jedoch die Lizenz entzogen.
Nach fünf Spielzeiten in der Amateur-Oberliga Hessen konnten sich die Kickers 1994 für die neu eingeführte drittklassige Regionalliga Süd qualifizieren. Dort stieg man jedoch nach nur einer Saison in die nunmehr nur noch viertklassige Oberliga Hessen ab. Nach zwei Jahren in der Viertklassigkeit gelang den Kickers 1997 unter dramatischen Umständen der Wiederaufstieg in die Regionalliga. Im entscheidenden Aufstiegsspiel lagen die Offenbacher gegen den FC Memmingen mit 2:3 zurück, als die im Mannheimer Rhein-Neckar-Stadion ausgetragene Partie in der 89. Minute wegen eines Flutlichtausfalls abgebrochen werden musste. Das Wiederholungsspiel gewannen die Kickers im Stuttgarter Gottlieb-Daimler-Stadion dank der beiden Jokertore von Giuseppe Messinese mit 2:0.

### Rückkehr in die 2. Bundesliga (1997–2008)
Obwohl die Aufstiegsmannschaft kaum verstärkt wurde, konnten sich die Kickers unter dem neuen Cheftrainer Hans-Jürgen Boysen auf Anhieb in der Spitzengruppe der Regionalliga Süd etablieren. Der OFC erlebte infolgedessen einen kaum für möglich gehaltenen Zuschauerboom. In der Saison 1997/98 pilgerten im Schnitt 12.844 Fans auf den Bieberer Berg. Am letzten Spieltag wurde vor 22.000 Zuschauern der direkte Konkurrent Borussia Fulda von Platz 2 verdrängt. In der Aufstiegsrunde zur 2. Bundesliga scheiterten die Kickers jedoch an den Kontrahenten Sportfreunde Siegen und Tennis Borussia Berlin. Ein Jahr später erreichte der OFC abermals die Aufstiegsrunde und schaffte durch Siege gegen Eintracht Trier und VfL Osnabrück die seit zehn Jahren herbeigesehnte Rückkehr in die 2. Bundesliga.
Nach einem Fehlstart und dem darauffolgenden Trainerwechsel von Hans-Jürgen Boysen zu Peter Neururer stiegen die Kickers bereits im Jahr 2000 nach nur einer Saison wieder aus der 2. Bundesliga ab. Seit dem 2. Spieltag konnten die Abstiegsränge nicht verlassen werden. Nach fünf Spielzeiten in der Regionalliga Süd gelang 2005 mit dem im März 2004 nach Offenbach zurückgekehrten Trainer Hans-Jürgen Boysen die erneute Rückkehr in die 2. Bundesliga. Bedeutend waren in der Saison 2005/06 die Pokalauftritte des frischgebackenen Aufsteigers. In der ersten Runde wurde auf dem Bieberer Berg der Bundesligist 1. FC Köln mit 3:1 sowie später der ebenfalls in der zweiten Liga spielende Karlsruher SC mit 2:1 geschlagen. Im Achtelfinale musste der OFC nach Rostock fahren, wo sich vor 17.000 Zuschauern ein dramatisches Spiel entwickelte, welches bis in das Elfmeterschießen ging. Nachdem der erste Rostocker Schütze Hansen verwandelt hatte, kam es zum Torwartwechsel. Der Rostocker Keeper Mathias Schober ging auf den Offenbacher Torwart Sead Ramović zu und ließ sich ohne Berührung vor seinem Kontrahenten theatralisch niedersinken. Daraufhin verwies Schiedsrichter Manuel Gräfe den Offenbacher Torhüter vom Feld und der Feldspieler Stephan Sieger stand von nun an im Tor. Obwohl er keinen Elfmeter hielt, gewann der OFC das Elfmeterschießen, weil Madsen und Shapourzadeh für Rostock nur die Latte trafen. Das Viertelfinale in Bielefeld verlief nicht minder dramatisch, so konnte der OFC das Spiel trotz knapp einstündiger Überzahl nicht für sich entscheiden. Das Elfmeterschießen entschieden die Arminen auf der Bielefelder Alm mit 4:2 für sich.
In der 2. Bundesliga konnte sich der OFC diesmal drei Jahre lang halten, ehe man in der Saison 2007/08 am letzten Spieltag erstmals in dieser Saison auf einen Abstiegsplatz zurückfiel und erneut den Gang in die Drittklassigkeit antreten musste.

### Gründung der 3. Liga und Stadionumbau (2008–2012)

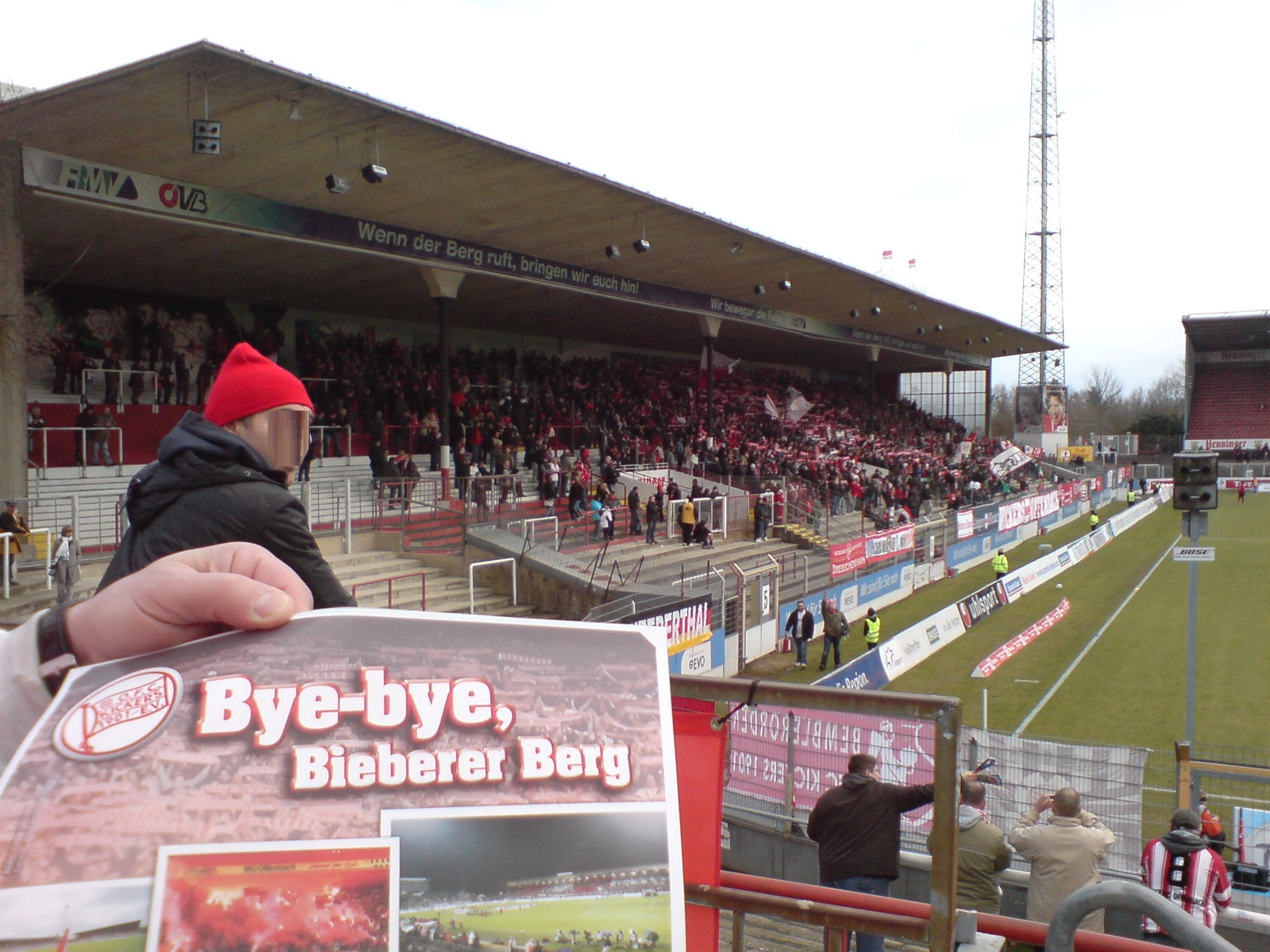
Waldemar-Klein-Tribüne kurz vor Anpfiff des letzten Heimspiels im alten Stadion am Bieberer Berg vor dem Beginn der Abrissarbeiten; im Vordergrund die Stadionzeitung dieses Spieltags.

In der neu eingeführten 3. Liga 2008/09 traten die Kickers als Gründungsmitglied an. Die Kickers beendeten die Saison auf dem 7. Tabellenplatz. Nach dem Beschluss des Magistrats, einen Stadionneubau zu forcieren, da die Renovierungsarbeiten am alten Stadion endlos waren, wurde im April 2010 die Profiabteilung des OFC in eine Kapitalgesellschaft, eine Gesellschaft mit beschränkter Haftung (GmbH), ausgegliedert. Jedoch unterliefen dem Geschäftsführer dabei einige Fehler, wie sich bei der folgenden Insolvenz herausstellte. Die Gründung der Offenbacher Fußball Club Kickers 1901 GmbH hatte für die Kickers existenzielle Bedeutung, denn die Stadt Offenbach hatte die Finanzierung des 25 Millionen Euro teuren Stadion-Neubaus an die Umwandlung der Profiabteilung gekoppelt. Erster Geschäftsführer der neuen GmbH war Thomas Kalt. Nach der Planungsphase des neuen Stadions verstarb Ehrenpräsident Waldemar Klein, der sich nicht unwesentlich für einen neuen Stadionbau eingesetzt hatte, am 5. November 2010.
Im Februar 2011 wurde peu à peu mit den Abbrucharbeiten begonnen, während des Spielbetriebs der laufenden Saison.
Das Eröffnungsspiel des umgebauten Stadions am Bieberer Berg fand in der Saison 2012/13 am 29. Juni 2012 gegen Bayer 04 Leverkusen statt. Das erste Ligaheimspiel trug der OFC am 28. Juli 2012 gegen den VfB Stuttgart II im neuen Stadion aus, es wurde vor 7.200 Zuschauern mit 1:3 verloren.

### Führungskrise, Neuwahl und Lizenzentzug (2012–2013)
Am Tag der Stadioneröffnung kündigte Thomas Kalt seinen Rücktritt an. Grund dafür sollen Streitigkeiten mit dem neuen Präsidentschaftskandidat Frank Ruhl gewesen sein. Infolgedessen formierten sich zwei Lager, die sich um die Präsidentschaft und Führung des Vereins bewarben. Dabei handelte es sich um das dem ehemaligen Geschäftsführer Kalt nahestehende Team von Remo Kutz, langjähriger Sponsor der Kickers, mit Volker Eckrich, Volker Goll, Walter Krause und Markus Weidner. Als Geschäftsführer sollte der ehemalige Vize-Geschäftsführer Jörg Hambückers eingesetzt werden. Das zweite Team um den Wirtschaftsexperten Frank Ruhl trat mit der ehemaligen Kickerslegende Oliver Roth, Barbara Klein, der Witwe des verstorbenen Ehrenpräsidenten Waldemar Klein und Thomas Zahn jr. an; als Vorsitzender der Profi-GmbH wurde später David Fischer, ehemals Mitarbeiter der Firma Sportsman, des Vermarkters von Kickers Offenbach, als Geschäftsführer benannt. Ruhl gewann die Wahl zum 27. Präsidenten am 20. September 2012 mit einer deutlichen Mehrheit (489 von 630 Stimmen).
Nach der Aufarbeitung durch das neue Präsidium präsentierte dieses den Mitgliedern am 10. April 2013 die Bilanz, welche durch eine Wirtschaftsprüfungskanzlei attestiert wurde. Der Schuldenstand wurde mit 9,3 Millionen € beziffert, jedoch mit einer positiven Fortführungsprognose, womit die Kickers zunächst die Saison beenden konnten. Aufgrund der enormen Differenz zur letzten Bilanz (rund 4,5 Millionen €) aus der Ära Kalt folgte die Beteuerung durch Thomas Kalt: „Ich habe immer im Rahmen meiner diversen Verantwortungen für das Wohlergehen des OFC gekämpft.“ Am 15. März 2013 stellte Kalt Selbstanzeige, um die gegen ihn erhobenen Vorwürfe zu entkräften.
Infolge der Lizenzüberprüfung mussten die Kickers bereits eine Zwei-Punkte-Strafe seitens des DFB wegen wirtschaftlicher Verstöße hinnehmen. Die Kickers retteten sich sportlich im letzten Heimspiel gegen SV Wehen Wiesbaden auf einen Nichtabstiegsplatz. Als sportliche Absteiger standen der SV Darmstadt 98 und der SV Babelsberg 03 fest. Auch Alemannia Aachen stieg aufgrund von Finanzproblemen und einem daraus resultierenden Insolvenzverfahren ab.
Nach der Saison 2012/13 verweigerte der DFB-Lizenzierungsausschuss dem Verein wegen Regelverstößen für die folgende Drittligasaison die Lizenz. Auch der folgende Gang vor den Beschwerdeausschuss änderte nichts an dieser Entscheidung. Auf einen Gang vor das DFB-Schiedsgericht, die letzte Instanz, verzichtete der Verein. Dadurch stand der Abstieg des Clubs fest. Sogar eine Insolvenz mit Neustart in der Kreisklasse wollte Vereinspräsident Ruhl nicht auszuschließen. Am 7. Juni 2013 stellte David Fischer, seit 1. November 2012 Geschäftsführer der Offenbacher Fußball Club Kickers 1901 GmbH, einen Antrag auf Eröffnung eines Insolvenzverfahrens. Infolgedessen verblieb der SV Darmstadt 98 trotz sportlichem Abstieg in der 3. Liga. Am 8. August 2013, dem dritten Spieltag der Regionalliga-Südwest, erfolgte durch die Staatsanwaltschaft Darmstadt eine Durchsuchung der Geschäftsräume von Kickers Offenbach sowie der Wohnräume von Thomas Kalt, Jörg Hambücker und Geschäftsführer Fischer.
Die Lizenzunterlagen für die Regionalliga Südwest wurden fristgerecht eingereicht und bewilligt.

### Neubeginn in der Regionalliga Südwest (2013–2019)
Die Saison 2013/14 konnte nach 34 Spieltagen mit 50 Punkten auf dem 9. Tabellenplatz abgeschlossen werden, sodass die Relegationsplätze und der damit verbundene mögliche direkte Wiederaufstieg in die 3. Liga deutlich verfehlt wurden und der Verein in der Saison 2014/15 weiter in der Regionalliga Südwest antreten musste.
Der Auftakt zur Saison 2014/15 brachte für die Kickers eine 0:3-Auswärtsniederlage beim Liganeuling FK Pirmasens, der aus der Oberliga Rheinland-Pfalz/Saar in die Regionalliga aufgestiegen war. Diese Niederlage blieb die einzige während der gesamten Hinrunde. Nach dem 17. Spieltag konnte sich der Verein die Herbstmeisterschaft sichern. Zu diesem Zeitpunkt konnte man mit 13 Siegen, drei Unentschieden und einer Niederlage 42 Punkte verbuchen und lag mit sieben und acht Punkten deutlich vor den Drittligaabsteigern SV Elversberg und 1. FC Saarbrücken, die die Plätze zwei und drei belegten. Am 25. April 2015 wurde der Verein vier Spieltage vor Saisonende vorzeitig Meister der Regionalliga Südwest, die beiden Spiele gegen den 1. FC Magdeburg um den Aufstieg in die 3. Liga gingen jedoch verloren.
Auf der Mitgliederversammlung im Jahr 2015 stellte sich der FIFA-Sicherheitsberater Helmut Spahn als Präsidentschaftskandidat für den Offenbacher Kickers e. V. zur Verfügung. Zu dem Team des Präsidenten zählt Remo Kutz, Barbara Klein und Michael Relic als Vizepräsidenten sowie Markus Weidner als Schatzmeister. Ex-Profi Sead Mehic wurde als ehrenamtlicher Technischer Direktor auch in das Präsidentschaftsteam eingebunden. Mit einer professionellen Vereinsführung und hoher Transparenz wollte dieses Bewerberteam Kickers Offenbach weiterentwickeln und finanziell konsolidieren.
Die Saison 2015/16 konnte nach 34 Spieltagen mit 64 Punkten auf dem 4. Tabellenplatz abgeschlossen werden.
Am 30. Mai 2016 ordnete das Amtsgericht Offenbach am Main das vorläufige Insolvenzverfahren über das Vermögen der Profiabteilung der Kickers Offenbach auf deren eigenen Antrag hin an. Nach Sicherung der Zahlungsfähigkeit wurde der Antrag am 27. August 2016 durch den Geschäftsführer wieder zurückgenommen.
Im September 2018 legte Helmut Spahn sein Amt nieder. Insbesondere das Nichtabwenden des Neun-Punkte-Abzugs in Folge der zu spät angemeldeten Insolvenz und die weiterhin schlechte finanzielle Situation konnte Spahn nicht verbessern.

### Neuausrichtung in der Regionalliga Südwest (2019 – Gegenwart)
Im Juni 2019 wurden auf einer außerordentlichen Mitgliederversammlung die sogenannten „Kickers-Freunde“ zum neuen Präsidium gewählt. Diese Gruppierung besteht aus einem kleinen Unternehmerkreis, der das Ziel verfolgte, den Verein und die Spielbetriebsgesellschaft zu konsolidieren und ihn anschließend finanziell besser auszustatten, um nach drei Jahren den Sprung aus der Regionalliga in die 3. Liga zu schaffen. Dafür wurde eigens die Kickers-Freunde GmbH & Co. KG gegründet, die als stille Gesellschafter an der GmbH der ersten Mannschaft (Offenbacher Fußball Club Kickers 1901 GmbH) beteiligt sind. Ein weiteres Ziel der „Kickers-Freunde“ ist es, eine positive Außendarstellung zu kreieren und dadurch attraktiv für weitere Investoren zu werden. Insbesondere die Nachhaltigkeit des Handelns wurde von den Verantwortlichen häufig betont.
Im September 2019 trat das neue Präsidium erstmals mit einer Entscheidung von großer sportlicher Tragweite in Erscheinung. Auf Grund des schlechten Starts in die Saison 2019/20, trotz eines signifikant erhöhten Etats, trennte man sich sowohl von Trainer Daniel Steuernagel und seinem Co-Trainer Max Lesser als auch vom in der Zwischenzeit zum Sportdirektor beförderten Sead Mehic.
Interimsweise wurde Steven Kessler die Führung der Mannschaft anvertraut, der zuvor mit der A-Jugend des Vereins in die Bundesliga aufgestiegen war. Des Weiteren verpflichtete das Präsidium im November 2019 Thomas Sobotzik als neuen Geschäftsführer, der zugleich in der Rolle eines Sportdirektors fungiert. Im Dezember 2019 wurde Angelo Barletta als neuer Cheftrainer vorgestellt, gemeinsam mit dem als Co-Trainer fungierenden Dennis Bochow. Beide wechselten vom Ligakonkurrenten Bayern Alzenau an den Bieberer Berg. Am 30. Dezember 2020 wurden Angelo Barletta und Dennis Bochow entlassen.
Nachfolger wurden Sreto Ristić als Chef- und Marijan Kovačević als Co-Trainer. Aufgrund des verpassten Aufstiegs in der Saison 2021/22 und dem damit verbundenen Fehlschlagen des Dreijahresplans für den Aufstieg in die 3. Liga wurden beide Trainer und Geschäftsführer Sobotzik entlassen. Am 1. Juni 2022 übernahm Matthias Georg, zuvor bei Ligarivale TSV Steinbach Haiger im Dienst, den Geschäftsführerposten. Er verpflichtete zur Saison 2022/23 den ehemaligen Trainer von Dynamo Dresden, Alexander Schmidt, wurde jedoch nach katastrophalem Saisonstart am 21. September 2022 freigestellt. Nach einem kurzen Intermezzo von Alfred Kaminski auf der Trainerbank übernahm Ersan Parlatan im Oktober 2022. Doch die Zusammenarbeit währte nicht lange: Im April 2023 wurde Parlatan freigestellt. Da Geschäftsführer Georg diese Entscheidung nicht mittragen wollte, er kannte Parlatan schon vorher aus gemeinsamen Zeiten beim TSV Steinbach, wurde auch sein Vertrag aufgelöst. Abermals übernahm Kaminski für die letzten Spiele der Saison 22/23, konnte sich aber nicht für eine Weiterbeschäftigung empfehlen.
Denn zur Saison 2023/24 wurde die Führungsstruktur in Offenbach abermals umgekrempelt. Der Ex-Profi Christian Hock wurde als neuer Geschäftsführer für den sportlichen Bereich eingestellt. Er verpflichtete Christian Neidhart als neuen Trainer, der bereits mit dem SV Meppen den Aufstieg von der Regionalliga in Liga drei geschafft hat.

## Sportlicher Verlauf und Ligazugehörigkeit
Kickers Offenbach belegt in der Ewigen Bundesligatabelle den 31. Platz. Bei 238 Spielen gab es 77 Siege, 51 Unentschieden und 110 Niederlagen mit einem Torverhältnis 368:486.
Der OFC war nach 1945 für 25 Jahre in der höchsten deutschen Spielklasse vertreten. 21 Jahre spielte er in der zweithöchsten und 20 Jahre in der dritthöchsten. 2023/24 spielte der OFC sein insgesamt 13. Jahr in der vierthöchsten Spielklasse.

## Entwicklung der Zuschauerzahlen seit 1946
Die folgende Tabelle zeigt die Zuschauerzahlen von Kickers Offenbach chronologisch seit 1946, zusammengetragen aus unterschiedlichen Quellen und Jahrbüchern.
| Jahr    | Liga         | Lv. | Pl. | Zuschauer |
| ------- | ------------ | --- | --- | --------- |
| 1945/46 | Oberliga Süd | I   | 12. | unbekannt |
| 1946/47 | Oberliga Süd | I   | 5.  | 07.313    |
| 1947/48 | Oberliga Süd | I   | 9.  | 08.711    |
| 1948/49 | Oberliga Süd | I   | 1.  | 12.400    |
| 1949/50 | Oberliga Süd | I   | 3.  | 11.067    |
| 1950/51 | Oberliga Süd | I   | 10. | 09.729    |
| 1951/52 | Oberliga Süd | I   | 3.  | 09.706    |
| 1952/53 | Oberliga Süd | I   | 6.  | 10.267    |
| 1953/54 | Oberliga Süd | I   | 3.  | 12.400    |
| 1954/55 | Oberliga Süd | I   | 1.  | 10.866    |
| 1955/56 | Oberliga Süd | I   | 4.  | 10.866    |
| 1956/57 | Oberliga Süd | I   | 2.  | 16.000    |
| 1957/58 | Oberliga Süd | I   | 5.  | 09.700    |
| 1958/59 | Oberliga Süd | I   | 2.  | 14.800    |
| 1959/60 | Oberliga Süd | I   | 2.  | 12.600    |
| 1960/61 | Oberliga Süd | I   | 4.  | 11.733    |
| 1961/62 | Oberliga Süd | I   | 4.  | 09.867    |
| 1962/63 | Oberliga Süd | I   | 7.  | 09.633    |
| 1963/64 | RL Süd       | II  | 3.  | unbekannt |
| 1964/65 | RL Süd       | II  | 3.  | unbekannt |
| 1965/66 | RL Süd       | II  | 2.  | unbekannt |
| 1966/67 | RL Süd       | II  | 1.  | unbekannt |
| 1967/68 | RL Süd       | II  | 2.  | unbekannt |
| 1968/69 | Bundesliga   | I   | 18. | 22.353    |
| 1969/70 | RL Süd       | II  | 1.  | unbekannt |
| 1970/71 | Bundesliga   | I   | 17. | 18.000    |
| 1971/72 | RL Süd       | II  | 1.  | unbekannt |

| Jahr    | Liga          | Lv. | Pl. | Zuschauer |
| ------- | ------------- | --- | --- | --------- |
| 1972/73 | Bundesliga    | I   | 7.  | 17.588    |
| 1973/74 | Bundesliga    | I   | 10. | 14.583    |
| 1974/75 | Bundesliga    | I   | 8.  | 22.412    |
| 1975/76 | Bundesliga    | I   | 17. | 19.118    |
| 1976/77 | 2. BL Süd     | II  | 3.  | 09.542    |
| 1977/78 | 2. BL Süd     | II  | 5.  | 05.821    |
| 1978/79 | 2. BL Süd     | II  | 6.  | 06.753    |
| 1979/80 | 2. BL Süd     | II  | 8.  | 08.075    |
| 1980/81 | 2. BL Süd     | II  | 2.  | 08.774    |
| 1981/82 | 2. Bundesliga | II  | 3.  | 11.011    |
| 1982/83 | 2. Bundesliga | II  | 2.  | 11.063    |
| 1983/84 | Bundesliga    | I   | 17. | 14.582    |
| 1984/85 | 2. Bundesliga | II  | 19. | 04.184    |
| 1985/86 | AOL Hessen    | III | 1.  | unbekannt |
| 1986/87 | AOL Hessen    | III | 1.  | unbekannt |
| 1987/88 | 2. Bundesliga | II  | 8.  | 04.464    |
| 1988/89 | 2. Bundesliga | II  | 15. | 04.479    |
| 1989/90 | AOL Hessen    | III | 3.  | unbekannt |
| 1990/91 | AOL Hessen    | III | 3.  | unbekannt |
| 1991/92 | AOL Hessen    | III | 7.  | unbekannt |
| 1992/93 | AOL Hessen    | III | 1.  | unbekannt |
| 1993/94 | AOL Hessen    | III | 2.  | unbekannt |
| 1994/95 | RL Süd        | III | 15. | 02.176    |
| 1995/96 | OL Hessen     | IV  | 3.  | unbekannt |
| 1996/97 | OL Hessen     | IV  | 2.  | unbekannt |
| 1997/98 | RL Süd        | III | 2.  | 12.906    |
| 1998/99 | RL Süd        | III | 2.  | 11.500    |

| Jahr    | Liga          | Lv. | Pl. | Zuschauer |
| ------- | ------------- | --- | --- | --------- |
| 1999/00 | 2. Bundesliga | II  | 17. | 15.500    |
| 2000/01 | RL Süd        | III | 10. | 07.100    |
| 2001/02 | RL Süd        | III | 8.  | 06.500    |
| 2002/03 | RL Süd        | III | 8.  | 04.807    |
| 2003/04 | RL Süd        | III | 13. | 04.552    |
| 2004/05 | RL Süd        | III | 1.  | 06.668    |
| 2005/06 | 2. Bundesliga | II  | 11. | 10.274    |
| 2006/07 | 2. Bundesliga | II  | 14. | 10.745    |
| 2007/08 | 2. Bundesliga | II  | 15. | 11.837    |
| 2008/09 | 3. Liga       | III | 7.  | 07.269    |
| 2009/10 | 3. Liga       | III | 7.  | 07.107    |
| 2010/11 | 3. Liga       | III | 7.  | 07.758    |
| 2011/12 | 3. Liga       | III | 8.  | 06.766    |
| 2012/13 | 3. Liga       | III | 15. | 06.368    |
| 2013/14 | RL Südwest    | IV  | 8.  | 06.147    |
| 2014/15 | RL Südwest    | IV  | 1.  | 06.364    |
| 2015/16 | RL Südwest    | IV  | 4.  | 05.834    |
| 2016/17 | RL Südwest    | IV  | 12. | 05.229    |
| 2017/18 | RL Südwest    | IV  | 3.  | 06.199    |
| 2018/19 | RL Südwest    | IV  | 5.  | 5.410     |
| 2019/20 | RL Südwest    | IV  | 8.  | 5.622     |
| 2020/21 | RL Südwest    | IV  | 3.  | 1.150     |
| 2021/22 | RL Südwest    | IV  | 3.  | 5.316     |
| 2022/23 | RL Südwest    | IV  | 7.  | 5.922     |
| 2023/24 | RL Südwest    | IV  | 11. | 6.127     |
| 2024/25 | RL Südwest    | IV  | 2.  | 6.767     |

## Fanfreundschaften

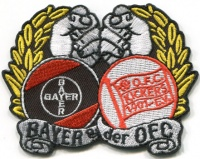
Aufnäher zur Fanfreundschaft

Eine Fanfreundschaft besteht zu den Anhängern von Bayer 04 Leverkusen. Entstanden ist diese Fanfreundschaft der Legende nach durch ein Foul von Bayers Jürgen Gelsdorf an Eintracht Frankfurts Cha Bum-kun. Die Emotionen einiger Anhänger der anderen Mainseite kochten daraufhin hoch und man wollte zum DFB-Pokalspiel am 3. Oktober 1980, bei dem Bayer 04 Leverkusen gegen Offenbach antreten sollte, entsprechend Vergeltung üben.
Zahlenmäßig hoffnungslos unterlegen erwarteten die Leverkusener die Konfrontation mit den Hessen. Die Offenbacher Fans jedoch blieben nicht neutral, sondern verbündeten sich mit den Leverkusenern. Die Offenbacher öffneten die Tore und gewährten den Gästen aus Leverkusen Schutz in ihrem Block, so dass die Frankfurter unverrichteter Dinge wieder abziehen mussten.
Weitere Fanfreundschaften einiger Gruppen auf nationaler Ebene bestehen zu Rot-Weiss Essen und dem Karlsruher SC. Sympathien sind auch zu den Namensvettern aus Stuttgart bekannt, den Stuttgarter Kickers. Auf internationaler Ebene sind Kontakte zu Brighton & Hove Albion (England) sowie SK Vorwärts Steyr (Österreich) bekannt.

## Rivalitäten
Der größte Rivale ist Eintracht Frankfurt, der zwar meist höherklassig spielte, aber dennoch im direkten Vergleich gegen den OFC eine negative Bilanz aufweist. In 105 bisher ausgetragenen Derbys gewannen die Kickers 43-mal, verloren 40-mal und 22-mal trennte man sich unentschieden. Die Feindschaft zu Eintracht Frankfurt ist auch auf die historische Rivalität der direkt aneinandergrenzenden Großstädte Frankfurt und Offenbach zurückzuführen. Im Fußball wurden die Mainderbys ab 1945 mit der Einführung der Oberliga Süd als höchste Spielklasse immer brisanter, da beide Mannschaften nicht nur Lokalrivalen, sondern auch meist direkte Konkurrenten um den Einzug in die Endrunde um die deutsche Meisterschaft waren. Der Höhepunkt dieser Ära war das Aufeinandertreffen beider Vereine im Endspiel um die deutsche Fußballmeisterschaft 1958/59 (1959), das Eintracht Frankfurt gewann.
Für die 1963 gegründete Bundesliga hatten sich sportlich eigentlich beide Vereine qualifiziert, jedoch wurde nur Eintracht Frankfurt aufgenommen, während die Kickers außen vor blieben. Der damalige Eintracht-Präsident Rudolf Gramlich, der gleichzeitig dem Bundesliga-Ausschuss angehörte, soll maßgeblich daran beteiligt gewesen sein, dass der DFB den Südmeister TSV 1860 München den Kickers vorzog, obwohl der OFC im Bewertungszeitraum klar vor den Münchnern stand. Neben Eintracht Frankfurt sollte offenbar kein weiterer Club aus dem Rhein-Main-Gebiet in die Bundesliga aufgenommen werden. Rudolf Gramlich wurde in diesem Zusammenhang mit dem Satz „Es kann in einer Straße nur einen Bäcker geben“ zitiert. Hierzu gibt es eine journalistische Ausarbeitung des Sporthistorikers Rudolf Oswald „Bundesliga-Skandal – was Offenbacher wissen und Frankfurter nicht wahr haben wollen“.
In der Vergangenheit haben sich zudem große Rivalitäten zum SV Darmstadt 98 und zum SV Waldhof Mannheim entwickelt. Am Vatertag, dem 13. Mai 1999, fand „die Schlacht vom Bieberer Berg“ statt. Hier trafen die Fans des SV Waldhof Mannheim und von Kickers Offenbach aufeinander, jedoch waren Hooligans aus ganz Deutschland zu diesem Anlass angereist. Es waren die schwersten bis dato dokumentierten Fußballkrawalle in Deutschland. Etliche Polizeibeamte sowie Angehörige beider Fanlager wurden zum Teil schwer verletzt. Seither wurde am Vatertag kein Fußballspiel der oberen Ligen mehr ausgetragen. Wesentliche Kritik wurde hierbei gegenüber der staatlichen Exekutive laut, die trotz vermehrter Hinweise keine weiteren Maßnahmen ergriffen hatte, um diese Krawalle im Vorfeld zu entschärfen.
Weitere lokale Rivalen sind der 1. FC Kaiserslautern, SV Wehen Wiesbaden, FSV Frankfurt, KSV Hessen Kassel, der 1. FSV Mainz 05 und Viktoria Aschaffenburg.

## Herausragende Persönlichkeiten

### Waldemar Klein

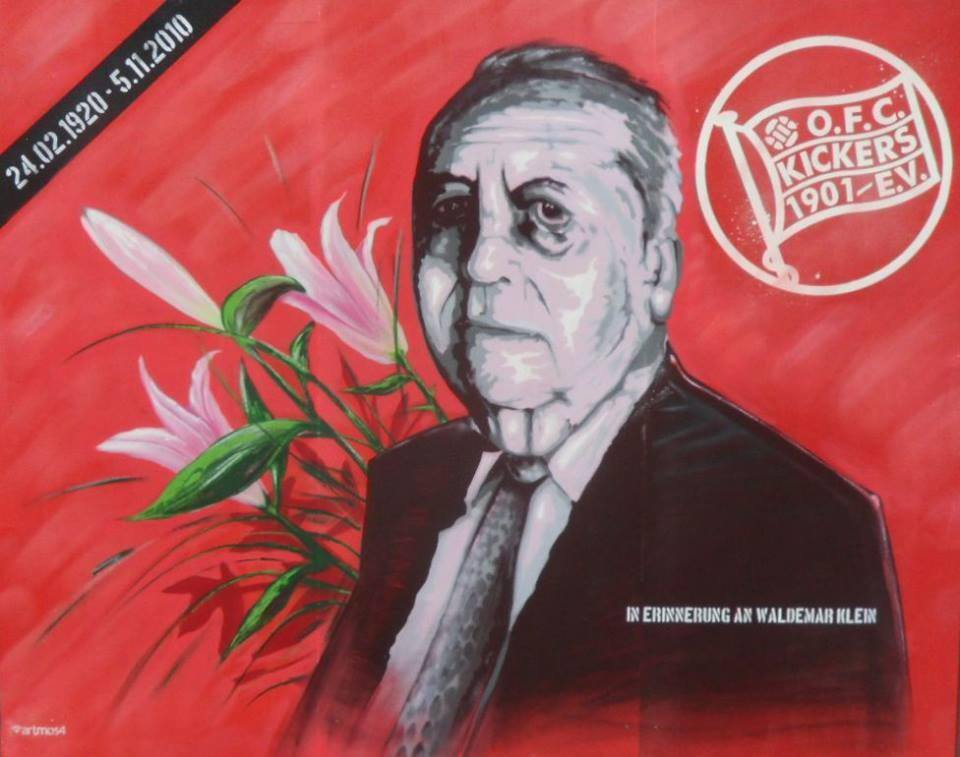
Graffito zu Ehren Waldemar Kleins

Waldemar Klein war Präsident und später Ehrenpräsident der Offenbacher Kickers. Er gilt in der Fanszene von Kickers Offenbach als väterliche und moralische Galionsfigur, die auch die jüngere Generation für sich und den Verein begeistern konnte. Der gelernte Steindrucker und spätere Unternehmer war seit 1954 Mitglied des Vereins. Über Positionen im Verwaltungsrat und als Vizepräsident wurde er am 23. November 1976 zum Präsidenten gewählt und hatte diese Position bis 1980 inne. Von 1984 bis Januar 1987 war er abermals Vereinspräsident. Beim Lizenzentzug 1989 sorgte er mit einer persönlichen Bürgschaft mit dafür, dass der OFC weiter bestand. Nach einer Heimniederlage gegen die Spielvereinigung Unterhaching am 21. April 1995, dem schwarzen Freitag, zog ein wütender Fanmob in Richtung der Vereinsgeschäftsstelle, als sich Waldemar Klein auf eine Mülltonne stellte und das Lied Der OFC wird niemals untergehen anstimmte. Daraufhin stimmten die Massen mit ein und die Lage beruhigte sich.
Waldemar Klein war unter anderem mit Hermann Nuber an der Entdeckung vieler späterer Ausnahmetalente beteiligt, darunter Rudi Völler, Dieter Müller, Uwe Bein und Rudi Bommer. Die Stehgegengerade trägt den Namen Waldemar Klein-Tribüne. Der Platz vor dem neuerbauten Stadion wurde Waldemar-Klein-Platz getauft.

### Hermann Nuber

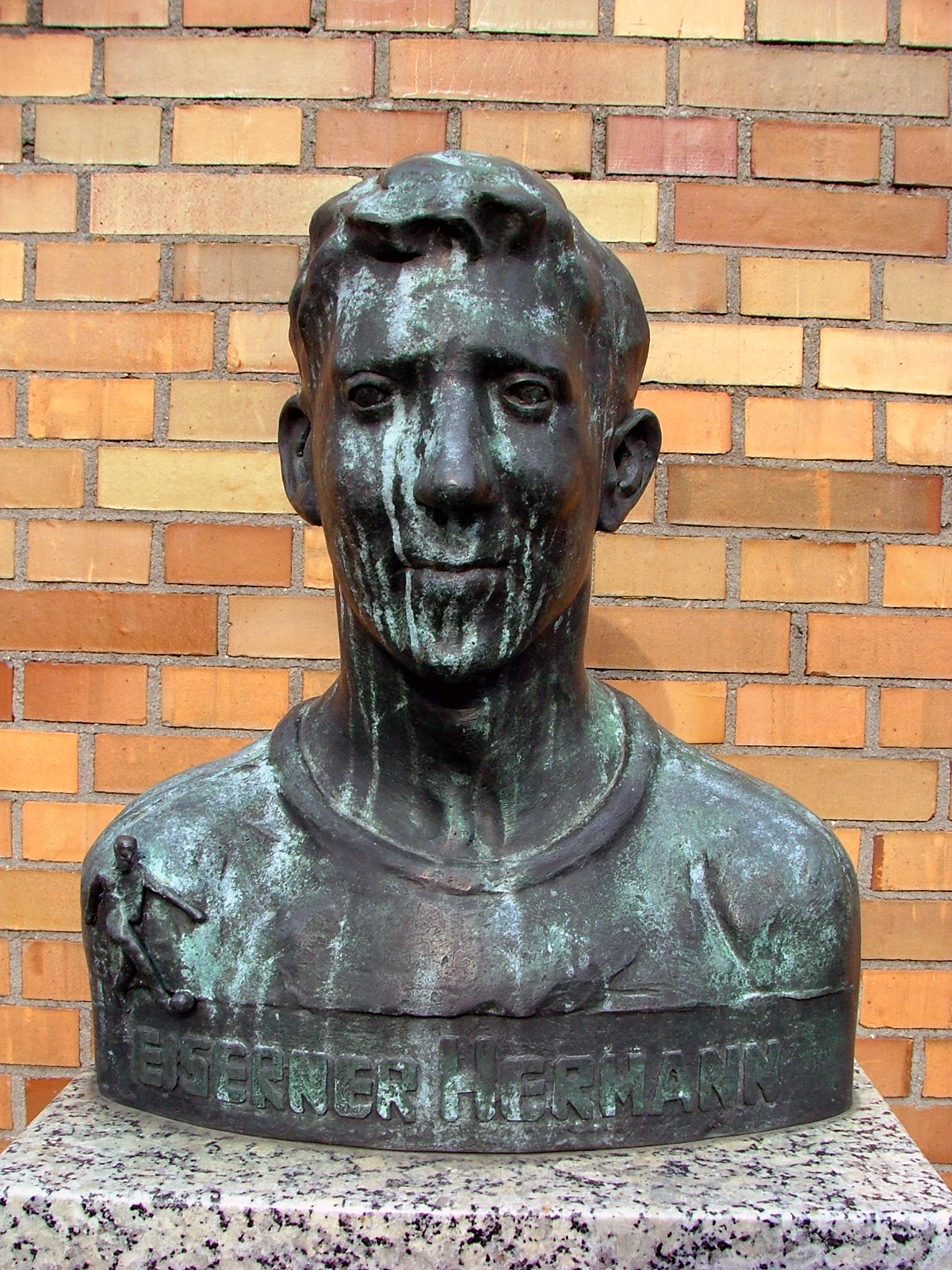
Hermann-Nuber-Büste im neuen Stadion am Bieberer Berg

Hermann Nuber – aufgrund seiner Vereinstreue auch als Der eiserne Hermann bekannt – war von 1953 bis 1971 Abwehrspieler bei Kickers Offenbach. Nach seiner aktiven Karriere war er Trainer im Verein. In seiner Zeit als Amateur- und Jugendtrainer entdeckte er unter anderem Talente wie Rudi Völler, Uwe Bein, Oliver Reck und Jimmy Hartwig. Eine Bronzebüste ist ihm zu Ehren am Stadion am Bieberer Berg aufgestellt. Hermann Nuber gilt als Sinnbild eines Kickersspielers mit Herz und Treue.

## Besonderheiten
1954 im Länderspiel gegen England (1:3) trug mit Gerd Kaufhold erstmals ein Offenbacher Spieler das Nationaltrikot.
Die Stehplatztribüne ist nach dem Ehrenpräsidenten des Vereines benannt, Waldemar Klein. Es ist die längste Stehgegengerade Deutschlands mit 8.500 Stehplätzen.
Der größte Erfolg des OFC ist der DFB-Pokalsieg 1970. Als Noch-Regionalligist (der erneute Aufstieg in die Bundesliga stand bereits fest) besiegten die Kickers im Endspiel in Hannover im Niedersachsenstadion den haushohen Favoriten 1. FC Köln mit 2:1. Im anschließenden europäischen Pokalsiegerwettbewerb schied der Verein bereits in der ersten Runde knapp gegen den FC Brügge aus. 1990 sorgte der OFC erneut für Furore im Pokal; erstmals gelang einem Amateurverein der Einzug ins Pokal-Halbfinale.
Seit dem 7. März 2007 haben die Offenbacher Kickers ein von Fans für Fans betriebenes Museum – das Kickers Fan Museum. Das Museum wurde nach einem Umzug in der Aschaffenburger Straße in Offenbach-Bieber am 12. Juni 2011 an neuer Stelle wieder eröffnet. Das Kickers Fan Museum finanziert sich durch insgesamt 500 Paten. Es werden Fanartikel ausgestellt, welche von den Betreibern über die letzten 25 Jahre gesammelt wurden. Es ist das einzige von privater Hand betriebene Museum in Europa, welches sich ausschließlich einer Vereinshistorie im Bereich Fußball widmet.
Eine weitere Besonderheit ist die sogenannte „Kickers-Viertelstunde“, die durch eine auf der alten Henninger-Tribüne aufgehängte Glocke in der 75. Minute eingeläutet wurde. Im neuen Stadion findet sich die Glocke nun auf der Waldemar-Klein-Tribüne, wird aber nicht mehr regelmäßig geläutet und ist auch nicht mehr fest verbaut.
Die Offenbacher Kickers haben zudem ein Fanradio. Heim- und Auswärtsspiele werden im Internet live übertragen. Es war das erste von Fans betriebene Radio in Deutschland und man half im Zuge dessen, das Konzept auf andere Vereine zu übertragen.
Offenbach beschreibt sich selbst als eine der letzten nicht von einer Ultra-Bewegung bestimmten Fanszene. In Offenbach ist die Mehrheit der Besucher eher für den Erhalt der traditionellen Supports (old school) mit unbändigen aufeinanderfolgenden Schlachtrufen „OFC! OFC!“ und Liedgut, welches über Jahrzehnte hinweg gesungen wurde. Seit einigen Jahren ist jedoch auch eine Ultra-nahe Fangruppierung akzeptiert und etabliert, die durch stilistische Elemente der Ultra-Bewegung versucht den Support auch optisch darzustellen (z. B. Doppelhalter, Choreographien). Als Basis dessen dienen jedoch immer „old school Elemente“, die man in Offenbach pflegt und denen sich die Ultra-nahe Fangruppierung unterordnet.
Am 14. September 2014 stellte Kickers Offenbach einen Zuschauerrekord in der Hessenliga beim Spiel ihrer U15-Mannschaft auf. Mit 7.876 Zuschauern wurde der alte Rekord des Wuppertaler SV (6.557 Zuschauern) überboten. Der Rekord wurde durch das RID (Rekord-Institut für Deutschland) bestätigt.

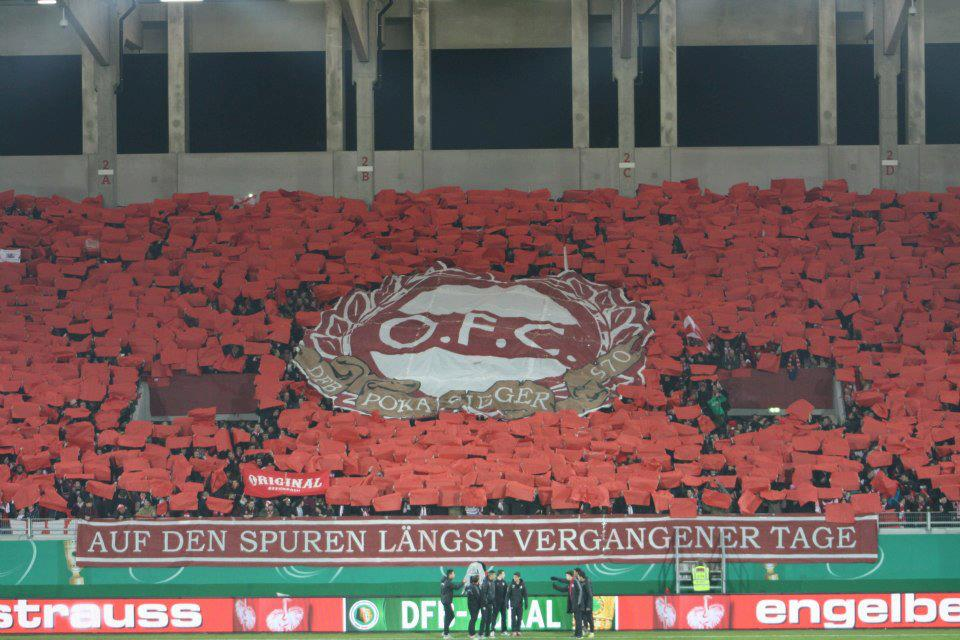
Choreographie zum DFB-Pokalspiel gegen VfL Wolfsburg am 26. Februar 2013

## Die größten sportlichen Erfolge
- Deutscher Pokalsieger (1): 1970 als Zweitligist
- Halbfinale DFB-Pokal: 1973, 1974 und 1990
- Deutscher Vize-Meister (2): 1950, 1959
- EC-Teilnehmer der Pokalsieger 1971, nur 1. Runde (gegen den FC Brügge)
- Deutscher Flutlichtpokalsieger: 1958
- Süddeutscher Meister Oberliga Süd (2): 1949, 1955
- Süddeutscher Vizemeister Oberliga Süd (3): 1957, 1959, 1960
- Meister der Gauliga (6): Gauliga Südwest 1934, 1940, 1941, Gauliga Hessen-Nassau: 1942, 1943, 1944 (Die Gauligen waren zwischen 1933 und 1945 die klassenhöchsten Ligen, allerdings gab es mehrere in unterschiedlicher und wechselnder Zusammensetzung davon.)
- Meister der Regionalliga Süd (damals 2. Liga) (3): 1967, 1970, 1972
- Meister der Regionalliga Süd (3. Liga) (1): 2005
- Meister der Regionalliga Südwest (4. Liga) (1): 2015
- Hessenpokal-Sieger (13): 1949, 1993, 2002, 2003, 2004, 2005, 2009, 2010, 2012, 2014, 2016, 2022, 2024 (Rekordpokalsieger)

Darüber hinaus war der OFC in sieben Spielzeiten fünfmal Tabellenführer der Bundesliga.

## Kader der Saison 2024/25
(Stand: 11. April 2025)
| Nr.        | Nat.                    | Spieler               | Geboren       | Im Verein seit |
| ---------- | ----------------------- | --------------------- | ------------- | -------------- |
| Tor        |                         |                       |               |                |
| 01         | Deutschland             | Johannes Brinkies     | 20. Juni 1993 | 2023           |
| 16         | Deutschland             | Angelo Tramontana     | 5. Aug. 2001  | 2024           |
| 18         | Deutschland             | Lucas Becker          | 10. Mai 2002  | 2023           |
| 22         | Deutschland             | Matija Damjanovic     | 24. Jan. 2005 | 2024           |
| Abwehr     |                         |                       |               |                |
| 03         | Deutschland             | Maximilian Rossmann   | 6. Mai 1995   | 2022           |
| 05         | Deutschland             | Alexander Sorge       | 21. Apr. 1993 | 2023           |
| 13         | Deutschland             | Noel Knothe           | 5. Mai 1999   | 2023           |
| 14         | Slowenien               | Kristjan Arh Česen    | 17. Juli 1997 | 2023           |
| 24         | Deutschland             | Ouassim Karada        | 21. Okt. 2005 | 2024           |
| 27         | Deutschland             | Jayson Breitenbach    | 12. Mai 1998  | 2021           |
| 31         | Mosambik                | Ronny Marcos          | 1. Okt. 1993  | 2019           |
| 32         | Deutschland             | Vincent Moreno Giesel | 9. Jan. 2002  | 2020           |
| 34         | Deutschland             | Jens Mühlig           | 7. Feb. 2004  | 2023           |
| Mittelfeld |                         |                       |               |                |
| 06         | Deutschland             | Daniel Dejanovic      | 30. Apr. 2001 | 2024           |
| 07         | Deutschland             | Stephan Mensah        | 1. Juni 2000  | 2024           |
| 08         | Deutschland             | Onur Ünlücifci        | 24. Apr. 1997 | 2024           |
| 10         | Aserbaidschan           | Dimitrij Nazarov      | 4. Apr. 1990  | 2023           |
| 11         | Deutschland             | Boubacar Barry        | 15. Apr. 1996 | 2024           |
| 17         | Deutschland             | Marc Wachs            | 10. Juli 1995 | 2024           |
| 20         | Deutschland             | Irwin Pfeiffer        | 25. Aug. 1998 | 2023           |
| 23         | Deutschland             | Sascha Korb           | 18. Juni 1993 | 2023           |
| 26         | Bosnien und Herzegowina | Almin Mešanović       | 17. Jan. 2004 | 2022           |
| 29         | Deutschland             | Keanu Staude          | 26. Jan. 1997 | 2023           |
| 30         | Deutschland             | Jannes Wulff          | 14. Sep. 1999 | 2025           |
| 36         | Deutschland             | Luca Horst            | 30. Dez. 2005 | 2024           |
| 37         | Deutschland             | Tom Reuter            | 26. März 2008 | 2025           |
| Sturm      |                         |                       |               |                |
| 09         | Kosovo                  | Valdrin Mustafa       | 11. März 1998 | 2024           |
| 19         | Deutschland             | Jan Urbich            | 23. Juni 2004 | 2023           |
| 21         | Deutschland             | Ron Berlinski         | 8. Aug. 1994  | 2024           |

## Kickers Offenbach II/weitere Mannschaften
Die zweite Mannschaft der Kickers Offenbach spielte nach dem Abstieg aus der fünftklassigen Fußball-Hessenliga seit der Saison 2014/15 in der sechstklassigen Verbandsliga Süd und war seit dieser Spielzeit eine U21. Ab Oktober 2014 war Petr Ruman Cheftrainer der Reserve. Vor der Saison 2014/15 handelte es sich bei Kickers Offenbach II um eine U23-Mannschaft. Die Reserve-Mannschaft wurde umfunktioniert, um jungen Talenten einen unmittelbaren Anschluss an die U19 der Kickers zu ermöglichen. Die erste Saison der neuformierten zweiten Mannschaft konnte auf dem 13. Tabellenplatz beendet werden. Der Klassenerhalt wurde erst am letzten Spieltag der Saison sichergestellt. Im Jahr 2016 wurde die zweite Mannschaft aus Kostengründen aufgelöst.
Im Rahmen eines Nachwuchs-Leistungszentrums betreibt der OFC Jugendmannschaften der Altersklassen U10, U11, U12, U13, U14, U15, U16, U17 und U19.
Die U17 und die U19 pendeln regelmäßig zwischen der zweitklassigen Hessenliga und den Junioren-Bundesligen.

## Futsal
Gemeinsam mit dem SV Pars Neu-Isenburg schicken die Kickers Offenbach ein Futsal-Team in die Futsal-Regionalliga Süd. Insbesondere für die Spieler der U19, der U21, jedoch gegebenenfalls auch Spieler aus dem Kader der 1. Mannschaft des OFC soll der professionelle Hallenfußball eine zusätzliche Gelegenheit bieten, intensiven Fußball unter Wettkampfbedingungen zu betreiben und fußballerisches Können unter den schnellen, technisch versierten Bedingungen des Hallensports weiter zu schärfen und auf das nächste Level zu bringen. Ziel der Kooperation ist es, zusammen mit Spielern des OFC den Aufstieg in die Bundesliga zu schaffen.
Direkt in der ersten Saison konnte die Kooperation die Meisterschaft in der Futsal-Regionalliga Süd feiern und sicherte sich somit den Relegationsplatz zur Futsal-Bundesliga.

## Mädchen- und Frauenfußballmannschaften
Kickers Offenbach besitzt vier Frauenmannschaften, davon zwei im aktiven Bereich. Die 1. Frauenmannschaft spielte, nachdem sie in der Saison 2018/19 den Aufstieg aus der Verbandsliga Süd geschafft hatte, in der Hessenliga. Zur neuen Saison kamen Nicolai König und Johannes Munkelt als neues Trainergespann, welche zuvor das Hochschulteam der Johann Wolfgang Goethe-Universität in Frankfurt trainiert hatten. In der Hessenliga belegte das Team in der Winterpause der Saison 2019/20 direkt wieder den ersten Platz. Auf Grund der COVID-19-Pandemie, qualifizierte sich das Team somit direkt für die Saison 2020/21 für die drittklassige Frauenregionalliga-Süd. In dieser Liga wusste sich das Team von Beginn an zu behaupten. Insbesondere die Fusion des 1. FFC Frankfurt mit Eintracht Frankfurt brachte einige Spielerinnen zum OFC, mit denen unter dem Dach der Eintracht nicht mehr geplant wurde. In der DFB-Pokal-Saison 2023/24 kam das Team mit der ehemaligen Bundesligaspielerin Meike Weber nach Siegen über den 1. FC Riegelsberg und den SV Hegnach bis ins Achtelfinale des DFB-Pokals – der größte Erfolg für die Sparte Frauenfußball beim OFC. Vor 4253 Zuschauern verlor der OFC gegen Bundesligaklub Bayern München 0:6.
Die 2. Frauenmannschaft spielt momentan in der Gruppenliga Südost. Dazu haben sie noch 3 Mannschaften in den Altersklassen U15 und U13.

### Statistik 1. Frauenmannschaft
| Saison  | Liga                   | Level | Platz         |
| ------- | ---------------------- | ----- | ------------- |
| 2003/04 | Bezirksliga Frankfurt  | VII   | 6.            |
| 2004/05 | Bezirksliga Frankfurt  | VII   | 9.            |
| 2005/06 | Bezirksliga Gruppe 1   | VII   | 6.            |
| 2006/07 | Bezirksliga Gruppe 1   | VII   | 4.            |
| 2007/08 | Bezirksliga Gruppe 2   | VII   | 5.            |
| 2008/09 | Kreisoberliga Gruppe 2 | VII   | 2.            |
| 2009/10 | Kreisoberliga          | VII   | 1.            |
| 2010/11 | Gruppenliga Frankfurt  | VI    | 1.            |
| 2011/12 | Verbandsliga Süd       | V     | 13. (Rückzug) |
| 2012/13 | Gruppenliga Frankfurt  | VI    | 8.            |
| 2013/14 | Gruppenliga Frankfurt  | VI    | 1.            |
| 2014/15 | Verbandsliga Süd       | V     | 4.            |
| 2015/16 | Verbandsliga Süd       | V     | 4.            |
| 2016/17 | Verbandsliga Süd       | V     | 8.            |
| 2017/18 | Verbandsliga Süd       | V     | 8.            |
| 2018/19 | Verbandsliga Süd       | V     | 1.            |
| 2019/20 | Hessenliga             | IV    | 1.            |
| 2020/21 | Regionalliga Süd       | III   | 5.            |
| 2021/22 | Regionalliga Süd       | III   | 4.            |
| 2022/23 | Regionalliga Süd       | III   | 4.            |
| 2023/24 | Regionalliga Süd       | III   | 5.            |
| 2024/25 | Regionalliga Süd       | III   | 4.            |
| 2025/26 | Regionalliga Süd       | III   |               |

## Ehemalige Spieler
- Walter Bechtold
- Matthias Becker
- Uwe Bein
- Egon Bihn
- Manfred Binz
- Hermann Bitz
- Fred-Werner Bockholt
- Horst Buhtz
- Saša Ćirić
- Siegfried Gast
- Horst Gecks
- Klaus Gjasula
- Jimmy Hartwig
- Sigfried Held
- Valentin Herr
- Bernd Helmschrot
- Josef Hickersberger
- Gerhard Kaufhold
- Johann Kondert
- Engelbert „Berti“ Kraus
- Walter Krause
- Sebastian Rode
- André Hahn
- Erwin Kremers
- Helmut Kremers
- Erwin Kostedde
- Michael Kutzop
- Dieter Müller
- Hermann Nuber
- Olivier Occéan
- Helmut Preisendörfer
- Oliver Reck
- Hans Richter
- Manfred Ritschel
- Winfried Schäfer
- Egon Schmitt
- Nikolaus Semlitsch
- Moses Sichone
- Lothar Skala
- Reinhard Stumpf
- César Thier
- Suat Türker
- Ion Vlădoiu
- Rudi Völler

## Trainerhistorie
| Name                             | von Saison | Datum              | bis Saison | Datum              |
| -------------------------------- | ---------- | ------------------ | ---------- | ------------------ |
| Franz Nagy                       | 1922       | __                 | 1925       | __                 |
| Rudolf Keller                    | 1926       | __                 | 1926       | __                 |
| Mac Pherson                      | 1927       | __                 | 1927       | __                 |
| Rudolf Keller                    | 1928       | __                 | 1928       | __                 |
| Rudolf Keller                    | 1945/46    | __                 | 1945/46    | __                 |
| Paul Oßwald                      | 1946/47    | __                 | 1957/58    | __                 |
| Bogdan Cuvaj                     | 1958/59    | __                 | 1961/62    | __                 |
| Hans Merkle                      | 1962/63    | __                 | 1963/64    | __                 |
| Radoslav Momirski                | 1964/65    | __                 | 1964/65    | __                 |
| Kurt Baluses                     | 1965/66    | 1965               | 1967/68    | 28. Februar 1968   |
| Kurt Schreiner                   | 1967/68    | 1. März 1968       | 1967/68    | 30. Juni 1968      |
| Paul Oßwald                      | 1968/69    | 1. Juli 1968       | 1969/70    | 30. November 1969  |
| Kurt Schreiner                   | 1969/70    | 1. Dezember 1969   | 1969/70    | 31. Dezember 1969  |
| Zlatko Čajkovski                 | 1969/70    | Januar 1970        | 1970/71    | Juli 1970          |
| Kurt Schreiner                   | 1970/71    | 1. August 1970     | 1970/71    | 27. August 1970    |
| Aki Schmidt                      | 1970/71    | 28. August 1970    | 1970/71    | 26. September 1970 |
| Rudi Gutendorf                   | 1970/71    | 27. September 1970 | 1970/71    | 23. Februar 1971   |
| Kuno Klötzer                     | 1970/71    | 24. Februar 1971   | 1971/72    | 30. Juni 1972      |
| Gyula Lorant                     | 1972/73    | 1. Juli 1972       | 1973/74    | 1. April 1974      |
| Otto Rehhagel                    | 1973/74    | 1. April 1974      | 1975/76    | 9. Dezember 1975   |
| Zlatko Čajkovski                 | 1975/76    | 1. Januar 1976     | 1976/77    | Oktober 1976       |
| Udo Klug                         | 1976/77    | November 1976      | 1977/78    | Juni 1978          |
| Horst Heese                      | 1978/79    | 1. Juli 1978       | 1979/80    | 30. Juni 1980      |
| Franz Brungs                     | 1980/81    | 1. Juli 1980       | 1981/82    | 31. Mai 1982       |
| Lothar Buchmann                  | 1982/83    | 1. Juni 1982       | 1983/84    | 15. März 1984      |
| Hermann Nuber                    | 1983/84    | 16. März 1984      | 1983/84    | 30. Juni 1984      |
| Fritz Fuchs                      | 1984/85    | 1. Juli 1984       | 1984/85    | 9. Dezember 1984   |
| Horst Heese                      | 1984/85    | 10. Dezember 1984  | 1984/85    | 30. Juni 1985      |
| Wilfried Kohls                   | 1985/86    | 1. Juli 1985       | 1985/86    | 30. Juni 1986      |
| Franz Brungs                     | 1986/87    | 1. Juli 1986       | 1986/87    | Mai 1987           |
| Robert Jung                      | 1986/87    | Mai 1987           | 1986/87    | 30. Juni 1987      |
| Dieter Renner                    | 1987/88    | 1. Juli 1987       | 1988/89    | 6. März 1989       |
| Nikolaus Semlitsch               | 1988/89    | 6. März 1989       | 1989/90    | Dezember 1989      |
| Hans-Günter Neues                | 1989/90    | Dezember 1989      | 1989/90    | April 1990         |
| Kurt Geinzer                     | 1989/90    | April 1990         | 1991/92    | 30. Juni 1992      |
| Lothar Buchmann                  | 1992/93    | 1. Juli 1992       | 1994/95    | 3. Oktober 1994    |
| Valentin Herr                    | 1994/95    | 4. Oktober 1994    | 1994/95    | 30. April 1995     |
| Wilfried Kohls                   | 1994/95    | 1. Mai 1995        | 1994/95    | 30. Juni 1995      |
| Wolfgang Uschek                  | 1995/96    | 1. Juli 1995       | 1994/95    | 31. Dezember 1995  |
| Ronald Borchers                  | 1995/96    | 1. Januar 1996     | 1996/97    | April 1997         |
| Wilfried Kohls / Jörg Hambückers | 1996/97    | April 1997         | 1996/97    | 30. Juni 1997      |
| Hans-Jürgen Boysen               | 1997/98    | 1. Juli 1997       | 1999/2000  | 24. Oktober 1999   |
| Peter Neururer                   | 1999/2000  | 26. Oktober 1999   | 2000/01    | 6. August 2000     |
| Dragoslav Stepanović             | 2000/01    | 6. August 2000     | 2000/01    | 29. September 2000 |
| Knut Hahn                        | 2000/01    | 30. September 2000 | 2000/01    | Oktober 2000       |
| Wilfried Kohls                   | 2000/01    | Oktober 2000       | 2000/01    | 30. Oktober 2000   |
| Knut Hahn                        | 2000/01    | 1. November 2000   | 2000/01    | November 2000      |
| Dieter Müller / Oliver Roth      | 2000/01    | November 2000      | 2000/01    | Dezember 2000      |
| Ramon Berndroth                  | 2000/01    | Dezember 2000      | 2003/04    | 25. August 2003    |
| Lars Schmidt                     | 2003/04    | 28. August 2003    | 2003/04    | 16. März 2004      |
| Hans-Jürgen Boysen               | 2003/04    | 22. März 2004      | 2005/06    | 23. Januar 2006    |
| Wolfgang Frank                   | 2005/06    | 26. Januar 2006    | 2007/08    | 31. Oktober 2007   |
| Ramon Berndroth                  | 2007/08    | 1. November 2007   | 2007/08    | 5. November 2007   |
| Jørn Andersen                    | 2007/08    | 6. November 2007   | 2007/08    | 20. Mai 2008       |
| Hans-Jürgen Boysen               | 2008/09    | 20. Mai 2008       | 2009/10    | 6. Oktober 2009    |
| Steffen Menze                    | 2009/10    | 6. Oktober 2009    | 2009/10    | 8. Februar 2010    |
| Wolfgang Wolf                    | 2009/10    | 9. Februar 2010    | 2010/11    | 26. Februar 2011   |
| Thomas Gerstner                  | 2010/11    | 28. Februar 2011   | 2010/11    | 30. April 2011     |
| Tobias Dudek                     | 2010/11    | 1. Mai 2011        | 2010/11    | 30. Juni 2011      |
| Arie van Lent                    | 2011/12    | 1. Juli 2011       | 2012/13    | 6. Februar 2013    |
| Rico Schmitt                     | 2012/13    | 13. Februar 2013   | 2015/16    | 25. Januar 2016    |
| Oliver Reck                      | 2015/16    | 27. Januar 2016    | 2017/18    | 30. Juni 2018      |
| Daniel Steuernagel               | 2018/19    | 14. Mai 2018       | 2019/20    | 17. September 2019 |
| Angelo Barletta                  | 2019/20    | 2. Dezember 2019   | 2020/21    | 30. Dezember 2020  |
| Sreto Ristić                     | 2020/21    | 2. Januar 2021     | 2021/22    | 30. Juni 2022      |
| Alexander Schmidt                | 2022/23    | 1. Juli 2022       | 2022/23    | 21. September 2022 |
| Ersan Parlatan                   | 2022/23    | 12. Oktober 2022   | 2022/23    | 17. April 2023     |
| Christian Neidhart               | 2023/24    | 1. Juli 2023       |            |                    |

## Die Präsidenten
- 1901: Ludwig Boss
- 1902: Max Holzammer
- 1903: Georg Schmitt
- 1904: Konrad Jäger
- 1905: Wilhelm Müller
- 1906–1911: Konrad Jäger
- 1912–1918: Heinrich Lavis
- 1919: Karl Ahlbach
- 1920–1921: Georg Schmitt
- 1922–1924: Fritz Schönfeld
- 1925: Karl Schultheis
- 1926: Heinrich Lavis
- 1927–1932: Theo Semmler
- 1933–1936: Christian Neubert
- 1937–1939: Hermann Reuscher
- 1939–1944: Christian Neubert
- 1945–1946: Christian Hock
- 1947–1954: Christian Neubert
- 1954–1957: Hans Winter
- 1958: Ludwig Mohler
- 1958–1961: Hans Winter
- 1962–1963: Ludwig Mohler
- 1964–1971: Horst-Gregorio Canellas
- 1971–1976: Hans-Leo Böhm
- 1976–1980: Waldemar Klein
- 1980–1984: Walter Müller
- 1984–1986: Waldemar Klein
- 1987–1989: Lothar Hardt
- 1989–1991: Peter Schulze
- 1991–1994: Norbert Rocker
- 1994–1996: Wilfried Kohls
- 1996–1999: Lothar Winkler
- 2000–2012: Dieter Müller
- 2012–2013: Frank Ruhl
- 2013–2015: Claus-Arwed Lauprecht
- 2015–2018: Helmut Spahn
- 2019-: Joachim Wagner